# Pere de Santcliment
Monsenyor Pere de Santcliment (Segrià, segle xiv - Lleida, 1403) va ser bisbe de Lleida (1399-1403).
Pertanyia a una família noble, era fill de Francesc de Santcliment, senyor d'Alcarràs, i va ser elegit per ambdós capítols, el de la catedral de Lleida i el de Roda, per a qui no va arribar la confirmació per a ser ordenat bisbe de Lleida.
Pere havia estat estudiant de l'Estudi General de Lleida, canceller del bisbat i conseller reial de Martí l'Humà i del seu fill Martí el Jove; era canonge i prepòsit de la catedral quan fou elegit bisbe pels capítols de Lleida i Roda. A causa de les discòrdies del Cisma d'Occident, no arribà a ésser efectiu. Benet XIII refusà l'elecció i nomenà vicari general el canonge Joan Castelló i bisbe Jaume de Tauste, que no ho acceptà, i després Joan de Baufés.
Durant quatre anys en el bisbat es visqué una situació de seu vacant molt peculiar: no es volia el bisbe que s'elegia. S'anava governant el bisbat mitjançant els vicaris generals dels quals tampoc se n'acceptava el nomenament. Morí essent bisbe electe de la diòcesi de Lleida sense arribar a la consagració episcopal. Pere de Santcliment anà personalment a Marsella per tal de rebre el consentiment i l'autorització del papa Benet XIII. Finalment no ho aconseguí.